# Saint-Mary

Saint-Mary este o comună în departamentul Charente, Franța. În 1 ianuarie 2022 avea o populație de 350 de locuitori.